# Arena Football League
Arena Football League fue una liga de fútbol americano en campo cubierto que se disputó en Estados Unidos de 1987 a 2008 y 2010 a 2019. El juego se desarrolla en un estadio bajo techo, típicamente de baloncesto o hockey sobre hielo, más pequeño que el fútbol americano o canadiense al aire libre, lo que resulta en un juego más rápido y de mayor puntuación. Se disputó de abril a agosto, durante el verano boreal y el descanso de la National Football League.
En noviembre de 2019, el comisionado Randall Boe declaró el fin de la liga, declarándose en bancarrota tras acogerse al Capítulo 7 de la Ley de Quiebras estadounidense.

## Fútbol Arena
El Fútbol se jugó exclusivamente en interiores, en las arenas generalmente diseñadas para equipos de baloncesto o hockey sobre hielo. El campo es del mismo ancho (85 pies ( 26 m)) y longitud (200 pies (61 m) ) que una pista de hockey de la NHL estándar. El área de la línea de golpeo es de 50 metros de largo (a diferencia del campo de la NFL que está a 100 metros de largo), y cada zona de anotación es de aproximadamente ocho metros. Dependiendo del lugar en el que se está jugando un juego, las zonas extremas pueden ser rectangulares (como una cancha de baloncesto) o, en su caso debido al diseño del edificio, curvo (como una pista de hockey ). Cada banda tiene una barrera muy acolchada, con el relleno colocado sobre las tablas del hockey.

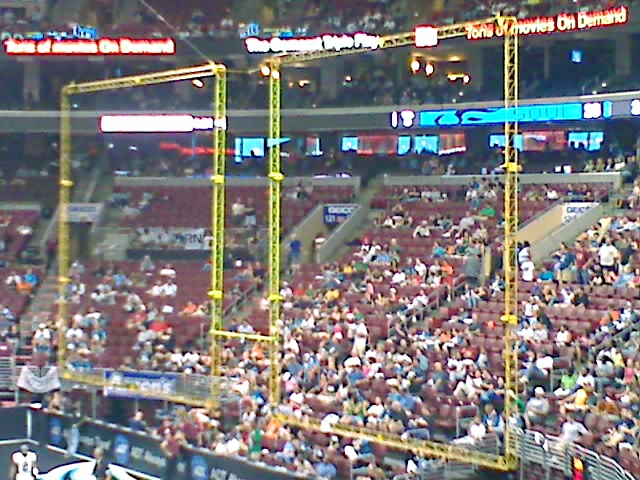
Postes de gol de campo de la AFL

Los postes de gol de campo son de 9 pies (2,7 m) de ancho, y el larguero es de 15 pies (4,6 m) por encima de la superficie de juego. Redes de rebote a cada lado de los postes rebotan los goles de campo fallados de nuevo al terreno de juego. La pelota está "en directo" cuando rebota en estas redes o su aparato de soporte. 
El sistema de red está suspendido de los cables de las vigas. La parte inferior de las dos redes de rebote son 8 pies (2,4 m) de la superficie de juego. Cada red es de 32 pies (9.8 m) de alto por 30 pies (9,1 m) de ancho.
Un jugador no se cuenta como fuera de los límites en las líneas laterales, a menos que se empuja o cae sobre la barrera lateral. Esta regla se puso en marcha antes de la temporada 2006.

## Historia

### Formación de la liga
Fue James F. Foster, antiguo ejecutivo de la USFL y de la NFL, quien visualizó el juego una vez que asistió a un partido de Showbol. De inmediato escribió las que serían las reglas del deporte en la parte trasera de una carpeta, la cual se encuentra en el salón de la fama de la liga.

### Playtest Game
A pesar de que el primer partido de temporada regular de la AFL fue en 1987, el primer partido disputado, que recibió el nombre de Playtest game fue en 1986 en Rockford, Illinois en el MetroCenter entre los Rockford Metros y los Chicago Politicians, duelo que ganaron los Metros por 30-18. Ambos equipos fueron los primeros equipos de football arena de la historia.

### La temporada inaugural
La primera temporada en la historia de la liga fue jugada en 1987 con 4 equipos: Chicago Bruisers, Denver Dynamite, Pittsburgh Gladiators y Washington Commandos. Aquella vez se jugaron 6 semanas de campeonato que terminarían en el Arena Bowl I con victoria de los Dynamite sobre los Gladiators en el Pittsburgh Civic Arena por 45-16.

### Transmisiones televisivas
Desde 1987 hasta fines de la década de los '90 las transmisiones eran hechas por ESPN pero la mayoría de los partidos no eran en directo y algunos eran transmitidos a media noche. La AFL despegó televisivamente en la temporada de 1998, culminando con el Arena Bowl XII donde los Orlando Predators vencieron a los Tampa Bay Storm por 62-31. ABC fue la cadena televisiva en transmitir el encuentro, cosa que también llegó al resto del mundo por ABC Wide World of Sports. Desde la temporada 2007 ESPN empezó a transmitir la AFL en vivo y en español para toda Latinoamérica los días lunes.
Actualmente la AFL tiene un trato con NFL Network para transmitir juegos las noches de viernes.
Actualmente los partidos se emiten por CBS Sports Network y Univisión Deportes.

### De 1988 a 2019
Para la temporada de 1988 se sumarían los primeros equipos de expansión de la liga: Los Angeles Cobras, New England Steamrollers, New York Knights y Detroit Drive pero con la no participación del Denver Dynamite y los Washington Commandos. En ese mismo año iniciaría la dinastía del Detroit Drive quién ganaría el Arena Bowl II derrotando al mejor equipo de la temporada regular los Chicago Bruisers por 24-13.
El Drive tenía la mejor plantilla de aquel entonces y tenía jugadores como el receptor George LaFrance y el mariscal Art Schlichter quién jugó entre 1990 y 1991. 
La temporada de 1989 se jugó con menos partidos, reduciendo de 12 a solo 4. Aquella vez fue la primera temporada en donde un equipo perdía todos sus partidos, ese equipo fue el de los Maryland Commandos (que originalmente eran de Washington pero después de un descanso regresaron con el nombre de donde estaba ubicado su estadio) quién perdió sus 4 partidos. Y siguiendo con el Detroit Drive ellos vencieron en el Arena Bowl III a los Pittsburgh Gladiators. Ya en la década de los '90 se agregarían los Albany Firebirds y Dallas Texans (quienes caerían en el Arena Bowl IV ante Detroit Drive) mientras que los Gladiators se irían a Tampa Bay como los Tampa Bay Storm quienes serían los únicos en vencer al Detroit Drive en el juego de campeonato (Arena Bowl V por un ajustado 48 a 42). Un año más tarde se unirían los Orlando Predators quienes serían otra víctima del Drive en el Arena Bowl VI de 1992 por 56-38. También en 1992 se unirían los Arizona Rattlers y se establecería la mayor paliza en la historia de la liga: Orlando Predators sobre los San Antonio Force por 50-0. En 1994 el equipo de Detroit Drive se iría de su ciudad para establecerse en Boston como los Massachusetts Marauders terminando así la dinastía Drive ya que además los Marauders solo durarían un año.
En 1993 se jugaría por única vez un juego de estrellas entre la Conferencia Nacional y la Conferencia Americana en Des Moines, Iowa que además era el futuro hogar de otro equipo: los Iowa Barnstormers para recaudar fondos para las víctimas de un terremoto producido ahí. Los Nacionales derrotarían a los Americanos por 64-40 donde asistieron 7189 personas.
En 1994 se daría toda una curiosidad en la AFL debido a que a Miami se le otorga una franquicia. El nombre sería nada más ni nada menos que el de los Miami Hooters. Hooters era el nombre de una franquicia de comida rápida conocida a nivel mundial aunque en 1996 se cambiaría el nombre del equipo a Florida Bobcats debido al término de contrato de Hooters con el equipo.
En 1995 aparecen los San Jose Sabercats que sería una de las pocas franquicias que se han logrado mantener por lo menos 10 años en la misma ciudad. Durante los años siguientes la AFL sería dominada por los Orlando Predators, Tampa Bay Storm, Arizona Rattlers y Albany Firebirds siendo protagonistas (y la mayoría) del Arena Bowl aunque el equipo de los Iowa Barnstormers liderados por el mariscal Kurt Warner darían la pelea por ganar el evento a pesar de no haberlo logrado en las ediciones de 1996 y 1997.
En noviembre de 2019 Boe declaró el fin de la liga; previamente en el mes pasado terminaron las operaciones de todos los equipos.

## El nuevo milenio
La AFL despegó en interés en el 2000 debido a que el mariscal que llevó a los St. Louis Rams a ganar el Super Bowl XXXIV ante los Tennessee Titans en la NFL fue Kurt Warner. Warner empezó profesionalmente para el equipo de Iowa. Cuando la mayoría que antes trataba la liga como ridícula ahora empezó a tener más interés en ella, ESPN empezó a transmitir en vivo y en directo los partidos y otros medios de comunicación empezaron a cubrir mejor la AFL. En el 2000 la liga funda la AF2 que sería una liga de desarrollo para entrar a la AFL.
Lo malo es que algunos equipos que hicieron bastante por el football arena se irían de sus respectivas ciudades: los Albany Firebirds se irían a Indianápolis (Indiana Firebirds), los Iowa Barnstormers a Uniondale, Nueva York (New York Dragons) y la franquicia de los Florida Bobcats, el equipo que más tiempo se mantuvo en la AFL a pesar de haber jugado solo un playoff como los Miami Hooters en 1994 fue cerrada en el 2001, lista donde también salieron los Milwaukee Mustangs, equipo que se caracterizó por sus importantes asistencias de los fanáticos a la arena (llegaban a tener 14000 o incluso 15000), pero lamentablemente el equipo cerró sus funciones debido a problemas con la disponibilidad del Bradley Center, la arena del equipo.
Muchos equipos que se formaron en el siglo XXI han logrado sobrevivir como el caso de Los Angeles Avengers en el 2000. En ese mismo año nacen los Carolina Cobras. 

### 2002
Un año más tarde aparecería el Chicago Rush. En 2002 aparecería Georgia Force, equipo que anteriormente se llamaba Nashville Kats y que por motivos de estadio se fueron a Atlanta. También en ese mismo año saldría los Dallas Desperados, equipo que pertenece a los Dallas Cowboys de la NFL. En Arena Bowl XVI los San Jose Sabercats vencen 52-14 a los Arizona Rattlers en HP Pavilion at San Jose.

### 2003
El 2003 se vendría Colorado Crush mientras que New Jersey Gladiators pasaría a ser Las Vegas Gladiators. Los Carolina Cobras establecerían la marca de 16 derrotas en una temporada que es todo un récord en la AFL ya que a pesar de que equipos como los Maryland Commandos, Columbus Thunderbolts, New Orleans Nights, Memphis Pharaos e incluso los Milwaukee Mustangs han terminado con la vergonzosa marca de cero victorias los Cobras jugadon 16 partidos mientras que el resto menos de 14 y 10 encuentros. También la liga cambiaría el logo a una versión más modernizada. En Arena Bowl XVII se daría un encuentro de dinastías entre Tampa Bay Storm y Arizona Rattlers. El equipo de Tim Marcum, el Storm ganaría 43-29 en St. Pete Times Forum

### 2004
2004 nacen Austin Wranglers, New Orleans VooDoo, y Philadelphia Soul. El VooDoo establecería el récord de mejor inicio de temporada en su primer año de existencia para una franquicia en la AFL empezando con marca de 11-5 (aunque no pudo vencer al Colorado Crush en su primer partido de playoffs). El 2004 significaría el cierre definitivo de Indiana Firebirds (una de las franquicias de larga duración en la historia del Arena Football donde se incluye los años como Albany Firebirds), Detroit Fury y Carolina Cobras.

### 2005
Volverían los Nashville Kats y sería la primera vez en que el Arena Bowl se jugara en una ciudad pre-determinada. En aquella vez se jugó en el Thomas & Mack Center, Las Vegas el Arena Bowl XIX donde el Colorado Crush venciera a Georgia Force 51-48.
En aquella temporada pasó el hecho más trágico en la historia de la AFL, Al Lucas, tackle defensivo de Los Angeles Averengers muere durante un regreso de patada en una victoria sobre New York Dragons. El trágico momento vino de una tackleada de Corey Johnson de los Dragons para que Lucas sufriera una lesión de la médula espinal. El jugador fue llevado a un hospital cercano al estadio (el partido fue en Los Ángeles) para que luego muriera a las 1:28 AM (el juego se disputó el 10 de abril en el Staples Center)

### 2006
Debido a las inclemencias del Huracán Katrina, la AFL suspendió por un año al New Orleans VooDoo. Al mismo tiempo la liga tenía nuevos 2 equipos, Kansas City Brigade y Utah Blaze. Los jugadores del antiguo VooDoo se irían de lado del Brigade. El Arena Bowl XX sería para el Chicago Rush de QB Matt D'Orazio y WR Bobby Sippio. Fue victoria en Thomas & Mack center, Las Vegas (misma sede del anterior Arena Bowl) 69-61 sobre Orlando Predators.

### 2007
El 2007 sería un buen año para New Orleans, apresar que VooDoo no estuvo cerca de los playoffs el equipo volvió a la AFL y la ciudad fue sede del Arena Bowl XXI. 
La división este de la Conferencia Nacional tuvo a Dallas Desperados y Philadelphia Soul como duros rivales de división pero Soul cayó durante la temporada dejando oportunidad para Columbus Destroyers con 7-9 de avanzar a playoffs, cosa que logró Philadelphia con 8-8 y Dallas terminaría con la increíble de 15-1 y con los New York Dragons de 5-11 como últimos de división. 
Georgia Force ganaría el sur del NC con 14-2 como absoluto dominante mientras que Tampa Bay Storm pasa con 9-7 y Orlando Predators con 8-8 ambos llegando a la pos temporada en última instancia dejando fuera a New Orleans VooDoo de 5-11 y Austin Wranglers de 4-12.
En la Conferencia Americana Chicago Rush ganaría la división central con 12-4 mientras que Kansas City Brigade pasa con 10-6 y Colorado Crush con 8-8 encontrándose con Brigade en playoffs. Nashville Kats de 7-9 y Grand Rapids Rampage de 4-12 no llegaron a postemporada.
Y en el oeste de la americana San Jose Sabercats ganaría con 13-3 mientras que los que jugaron playoff fueron Los Angeles Averengers con 9-7 y Utah Blaze con 8-8. Arizona Rattlers cae con 4-12 mientras que Las Vegas Gladiators terminaría con 2-14 siendo el peor equipo de la temporada.
En el Arena Bowl XIX jugado en New Orleans Arena los San Jose Sabercats vencerían a Columbus Destroyers por 55-33.

### 2008
Los Nashville Kats fallaron en el funcionamiento de la franquicia por lo que la liga decidió cerrar al equipo. Las Vegas Gladiators a pesar de ser una franquicia estable económicamente el apoyo de la ciudad no fue suficiente por lo que el equipo fue llevado a Cleveland como los Cleveland Gladiators. También por primera vez un equipo de la AFL pasaría a ser uno de la AF2, ese equipo fue los Austin Wranglers quienes por decisión de la liga tuvieron que pasar a la liga menor de fútbol arena. El próximo Arena Bowl será disputado de nuevo en New Orleans tal como pasó en las ediciones XIX y XX, ambas en Las Vegas.

### 2009
Los propietarios de la liga decidieron cancelar la temporada 2009 para trabajar en el desarrollo de un plan a largo plazo de mejorar su modelo económico.

### 2010
La AFL regresa en 2010 con nuevos equipos y los viejos equipos tales como Orlando, Arizona, San Jose y Tampa, este último llegó al Arena Bowl, que perdió ante el Spokane Shock 69-57.

### 2011
En 2011 llega una gran sorpresa, los Jacksonville Sharks, un equipo con apenas dos años de vida, derrota al veterano Arizona Rattlers en su casa por marcador de 73-70 para ganar el Arena Bowl.

## Equipos en última temporada de 2019
En la AFL ha habido una cantidad enormes de equipos incluso algunos que no alcanzaron a vivir 2 años. Los pocos equipos que alcanzaron a vivir más de 10 años en una ciudad fueron los Cleveland Gladiators (2008-2017), Philadelphia Soul, Tampa Bay Storm (1991-2017), Orlando Predators (1991-2008, 2010-2016), Arizona Rattlers (1992-2008, 2010-2016), San Jose Sabercats) (1995-2008, 2010-2015) y Albany Firebirds (1990-2000).

## Equipos desaparecidos
- Alabama Vipers 2010
- Albany Firebirds 1990-2000
- Anaheim Piranhas 1996-1997
- Arizona Rattlers 1992-2016
- Austin Wranglers 2004-2007
- Bossier-Shreveport Battle Wings 2010
- Buffalo Destroyers 1999-2003
- Carolina Cobras 2000-2004
- Charlotte Rage 1992-1996
- Chicago Bruisers 1987-1989
- Chicago Rush 2001-2013
- Cincinnati Rockers 1992-1993
- Cleveland Gladiators 2008-2017
- Cleveland Thunderbolts 1992-1994
- Colorado Crush 2003-2008
- Columbus Destroyers 2004-2008
- Columbus Thunderbolts 1991
- Connecticut Coyotes 1995-1996
- Dallas Desperados 2002-2008
- Dallas Texans 1990-1993
- Dallas Vigilantes 2010-2012
- Denver Dynamite 1987, 1989-1991
- Detroit Drive 1988-1993
- Detroit Fury 2001-2004
- Florida Bobcats 1996-2001
- Fort Worth Cavalry 1994
- Georgia Force 2010-2012
- Grand Rapids Rampage 1998-2008
- Houston ThunderBears 1998-2001
- Indiana Firebirds 2001-2004
- Iowa Barnstormers 1995-2000; 2013-2014
- Jacksonville Sharks 2010-2016
- Kansas City Brigade 2006-2008
- Kansas City Command 2011-2012
- Las Vegas Gladiators 2003-2007
- Las Vegas Outlaws 2015
- Las Vegas Sting 1994-1995
- Los Angeles Avengers 2000-2008
- Los Angeles Cobras 1988
- Los Angeles Kiss 2014-2016
- Maryland Commandos 1989
- Massachusetts Marauders 1994
- Memphis Pharaohs 1995-1996
- Miami Hooters 1993-1995
- Milwaukee Iron 2010
- Milwaukee Mustangs 1994-2001; 2011-2012
- Minnesota Fighting Pike 1996
- Nashville Kats 1997-2001
- Nashville Kats 2005-2007
- New England Sea Wolves 1999-2000
- New England Steamrollers 1988
- New Jersey Gladiators 2001-2002
- New Jersey Red Dogs 1997-2000
- New Orleans Night 1991-1992
- New Orleans VooDoo 2004-2015
- New York CityHawks 1997-1998
- New York Dragons 2001-2008
- New York Knights 1988
- Oklahoma Wranglers 2000-2001
- Oklahoma City Yard Dawgz 2010
- Orlando Predators 1991-2016
- Pittsburgh Gladiators 1987-1990
- Pittsburgh Power 2011-2014
- Portland Forest Dragons 1997-1999
- Portland Steel 2016
- Portland Thunder 2013-2015
- Sacramento Attack 1992
- San Antonio Force 1992
- San Antonio Talons 2010-2014
- San José Sabercats 1995-2015
- St Louis Stampede 1995-1996
- Spokane Shock 2006-2015
- Tampa Bay Storm 1987-2017
- Texas Terror 1996-1997
- Toronto Phantoms 2001-2002
- Tulsa Talons 2010-2011
- Utah Blaze 2006-2008; 2010-2013
- Washington Commandos 1987; 1990

## Campeones del Arena Bowl
| Partido          | Fecha                   | Ganador              | Ganador | Perdedor              | Perdedor | Lugar                             | Aficionados |
| ---------------- | ----------------------- | -------------------- | ------- | --------------------- | -------- | --------------------------------- | ----------- |
| ArenaBowl I      | 1 de agosto de 1987     | Denver Dynamite      | 45      | Pittsburgh Gladiators | 16       | Pittsburgh Civic Arena            | 13,232      |
| ArenaBowl II     | 30 de julio de 1988     | Detroit Drive        | 24      | Chicago Bruisers      | 13       | Rosemont Horizon                  | 15,018      |
| ArenaBowl III    | 18 de agosto de 1989    | Detroit Drive        | 39      | Pittsburgh Gladiators | 26       | Joe Louis Arena                   | 12,046      |
| ArenaBowl IV     | 11 de agosto de 1990    | Detroit Drive        | 51      | Dallas Texans         | 27       | Joe Louis Arena                   | 19,875      |
| ArenaBowl V      | 17 de agosto de 1991    | Tampa Bay Storm      | 48      | Detroit Drive         | 42       | Joe Louis Arena                   | 20,357      |
| ArenaBowl VI     | 22 de agosto de 1992    | Detroit Drive        | 56      | Orlando Predators     | 38       | Orlando Arena                     | 13,680      |
| ArenaBowl VII    | 21 de agosto de 1993    | Tampa Bay Storm      | 51      | Detroit Drive         | 31       | Joe Louis Arena                   | 12,989      |
| ArenaBowl VIII   | 2 de septiembre de 1994 | Arizona Rattlers     | 36      | Orlando Predators     | 31       | Orlando Arena                     | 14,368      |
| ArenaBowl IX     | 1 de septiembre de 1995 | Tampa Bay Storm      | 48      | Orlando Predators     | 35       | ThunderDome                       | 25,087      |
| ArenaBowl X      | 26 de agosto de 1996    | Tampa Bay Storm      | 42      | Iowa Barnstormers     | 38       | Iowa Veterans Memorial Auditorium | 11,411      |
| ArenaBowl XI     | 25 de agosto de 1997    | Arizona Rattlers     | 55      | Iowa Barnstormers     | 33       | America West Arena                | 17,436      |
| ArenaBowl XII    | 23 de agosto de 1998    | Orlando Predators    | 62      | Tampa Bay Storm       | 31       | Ice Palace                        | 17,222      |
| ArenaBowl XIII   | 21 de agosto de 1999    | Albany Firebirds     | 59      | Orlando Predators     | 48       | Pepsi Arena                       | 13,652      |
| ArenaBowl XIV    | 20 de agosto de 2000    | Orlando Predators    | 41      | Nashville Kats        | 38       | TD Waterhouse Centre              | 15,989      |
| ArenaBowl XV     | 19 de agosto de 2001    | Grand Rapids Rampage | 64      | Nashville Kats        | 42       | Van Andel Arena                   | 11,217      |
| ArenaBowl XVI    | 18 de agosto de 2002    | San Jose SaberCats   | 52      | Arizona Rattlers      | 14       | HP Pavilion at San Jose           | 16,942      |
| ArenaBowl XVII   | 22 de junio de 2003     | Tampa Bay Storm      | 43      | Arizona Rattlers      | 29       | St. Pete Times Forum              | 20,469      |
| ArenaBowl XVIII  | 27 de junio de 2004     | San Jose SaberCats   | 69      | Arizona Rattlers      | 62       | America West Arena                | 17,391      |
| ArenaBowl XIX    | 12 de junio de 2005     | Colorado Crush       | 51      | Georgia Force         | 48       | Thomas & Mack Center*             | 10,822      |
| ArenaBowl XX     | 11 de junio de 2006     | Chicago Rush         | 69      | Orlando Predators     | 61       | Thomas & Mack Center*             | 13,476      |
| ArenaBowl XXI    | 29 de julio de 2007     | San Jose SaberCats   | 55      | Columbus Destroyers   | 33       | New Orleans Arena*                | 17,056      |
| ArenaBowl XXII   | 27 de julio de 2008     | Philadelphia Soul    | 59      | San Jose SaberCats    | 56       | New Orleans Arena*                | 17,244      |
| ArenaBowl XXIII  | 20 de agosto de 2010    | Spokane Shock        | 69      | Tampa Bay Storm       | 57       | Spokane Veterans Memorial Arena   | 11,017      |
| ArenaBowl XXIV   | 12 de agosto de 2011    | Jacksonville Sharks  | 73      | Arizona Rattlers      | 70       | US Airways Center                 | 14,320      |
| ArenaBowl XXV    | 10 de agosto de 2012    | Arizona Rattlers     | 72      | Philadelphia Soul     | 54       | New Orleans Arena*                | 13,648      |
| ArenaBowl XXVI   | 17 de agosto de 2013    | Arizona Rattlers     | 48      | Philadelphia Soul     | 39       | Amway Center*                     | 12,039      |
| ArenaBowl XXVII  | 23 de agosto de 2014    | Arizona Rattlers     | 72      | Cleveland Gladiators  | 32       | Quicken Loans Arena               | 18.410      |
| ArenaBowl XXVIII | 29 de agosto de 2015    | San José SaberCats   | 68      | Jacksonville Sharks   | 47       | Stockton Arena                    | 9.115       |
| ArenaBowl XXIX   | 26 de agosto de 2016    | Philadelphia Soul    | 56      | Arizona Rattlers      | 42       | Gila River Arena                  | 13.390      |
| ArenaBowl XXX    | 26 de agosto de 2017    | Philadelphia Soul    | 44      | Tampa Bay Storm       | 40       | Wells Fargo Center                | 13.648      |
| ArenaBowl XXXI   | 28 de julio de 2018     | Washington Valor     | 69      | Baltimore Brigade     | 55       | Royal Farms Arena                 | 8.183       |
| ArenaBowl XXXII  | 11 de agosto de 2019    | Albany Empire        | 45      | Philadelphia Soul     | 27       | Times Union Center                | 12.042      |

* Neutral 

### Más campeonatos
| Equipo               | Títulos | Años                         |
| -------------------- | ------- | ---------------------------- |
| Arizona Rattlers     | 5       | 1994, 1997, 2012, 2013, 2014 |
| Tampa Bay Storm      | 5       | 1991, 1993, 1995, 1996, 2003 |
| Detroit Drive        | 4       | 1988, 1989, 1990, 1992       |
| San Jose SaberCats   | 4       | 2002, 2004, 2007, 2015       |
| Philadelphia Soul    | 3       | 2008, 2016, 2017             |
| Orlando Predators    | 2       | 1998, 2000                   |
| Albany Empire        | 1       | 2019                         |
| Albany Firebirds     | 1       | 1999                         |
| Chicago Rush         | 1       | 2006                         |
| Colorado Crush       | 1       | 2005                         |
| Denver Dynamite      | 1       | 1987                         |
| Grand Rapids Rampage | 1       | 2001                         |
| Jacksonville Sharks  | 1       | 2011                         |
| Spokane Shock        | 1       | 2010                         |
| Washington Valor     | 1       | 2018                         |

## Enlaces
- Sitio oficial de la AFL
- Sitio de noticias, estadísticas y otras noticias de la AFL y AF2
- Sitio oficial de la AF2

- Datos: Q2725641
- Multimedia: Arena Football League / Q2725641